# Bacteriostatic
Efectul bacteriostatic constă în împiedicarea înmulțirii și în scăderea vitalității microorganismelor, fără a le ucide. 
Acțiunea bacteriostatică se exercită prin inhibarea sintezei proteice bacteriene.